# ボーン・トゥ・プレイ・ギター
『ボーン・トゥ・プレイ・ギター』（Born to Play Guitar）は、アメリカ合衆国のブルース・ミュージシャン、バディ・ガイが2015年に発表したスタジオ・アルバム。
2016年、第58回グラミー賞において最優秀ブルース・アルバム賞を受賞。

## 背景
『Skin Deep』（2008年）以降の作品でガイのパートナーを務めてきたトム・ハンブリッジが、引き続きプロデュースやソングライティング等に貢献した。ヴァン・モリソンがゲスト参加した「フレッシュ&ボーン」は、2015年に死去したB.B.キングに捧げられた曲で、「カム・バック・マディ」はマディ・ウォーターズに捧げられた曲である。「（ベイビー）ユー・ガット・ホワット・イット・テイクス」にゲスト参加したジョス・ストーンは、2007年にもファッツ・ドミノのトリビュート・アルバム『Goin' Home: A Tribute to Fats Domino』でガイと共演している。

## 反響・評価
母国アメリカでは、総合アルバム・チャートのBillboard 200で60位に達し、『ビルボード』のブルース・アルバム・チャートでは自身5度目の1位獲得を果たした。
スイスでは2015年8月9日付のアルバム・チャートで初登場13位となり、前作『リズム&ブルース』（2013年）に引き続きトップ20入りした。イギリスでは2015年8月13日付の全英アルバムチャートで100位となり、自身22年ぶりの全英トップ100入りを果たした。
Stephen Thomas Erlewineはオールミュージックにおいて5点満点中3点を付け「ガイが近年に発表したレコードの多くは、大体同じテーマを引き継いでいるが、『ボーン・トゥ・プレイ・ギター』はかなり直接的で、正にガイの規格外のストラトキャスター演奏を披露するために作られた曲のコレクションとなっている」「ハンブリッジは『ボーン・トゥ・プレイ・ギター』に、幾分大胆で予想以上に賑やかな色付けを、巧みにもたらしている」と評している。また、David Frickeは『ローリング・ストーン』誌において5点満点中3.5点を付け「ここでガイは4曲を共作しただけだが、彼の歌やソロは確固たる獰猛さを伴っており、ハーピストのキム・ウィルソンと共演した2曲は、往年のジュニア・ウェルズとの協力関係を思わせる」と評している。

## 収録曲
特記なき楽曲はトム・ハンブリッジとリチャード・フレミングの共作。
1. ボーン・トゥ・プレイ・ギター - "Born to Play Guitar" - 4:56
2. ウェア・ユー・アウト - "Wear You Out" (Tom Hambridge, Gary Nicholson) - 3:30
  - フィーチャリング：ビリー・ギボンズ（英語版）（エレクトリック・ギター、ボーカル）
3. バック・アップ・ママ - "Back Up Mama" - 4:42
4. トゥー・レイト - "Too Late" (Charles Brwon, John Phillips, Willie Dixon) - 2:46
  - フィーチャリング：キム・ウィルソン（ハーモニカ）
5. ウィスキー、ビア&ワイン - "Whiskey, Beer & Wine" (Buddy Guy, T. Hambridge) - 4:30
6. キス・ミー・クイック - "Kiss Me Quick" - 2:55
  - フィーチャリング：キム・ウィルソン（ハーモニカ）
7. クライング・アウト・オブ・ワン・アイ - "Crying Out of One Eye" (B. Guy, T. Hambridge, G. Nicholson) - 4:01
8. （ベイビー）ユー・ガット・ホワット・イット・テイクス - "(Baby) You Got What It Takes" (Clyde Otis, Murray Stein, Brook Benton) - 3:17
  - フィーチャリング：ジョス・ストーン（ボーカル）
9. ターン・ミー・ワイルド - "Turn Me Wild" (B. Guy, T. Hambridge) - 4:36
10. クレイジー・ワールド - "Crazy World" (B. Guy, T. Hambridge, G. Nicholson) - 5:15
11. スマーター・ザン・アイ・ワズ - "Smarter Than I Was" (T. Hambridge) - 5:27
12. シック・ライク・ミシシッピ・マッド - "Thick Like Mississippi Mud" (B. Guy, T. Hambridge) - 4:03
13. フレッシュ&ボーン（デディケイテッド・トゥ・B.B.キング） - "Flesh & Bone (Dedicated to B.B. King)" (T. Hambridge, G. Nicholson) - 4:01
  - フィーチャリング：ヴァン・モリソン（ボーカル）
14. カム・バック・マディ - "Come Back Muddy" - 5:11

### 日本盤ボーナス・トラック
1. トラブル・ノー・モア - "Trouble No More" (McKinley Morganfield) - 3:39
2. カム・バック・マディ（エレクトリック・ヴァージョン） - "Come Back Muddy (Electric Version)" - 5:01

## 参加ミュージシャン
フィーチャリング・ゲストに関しては上記「収録曲」参照。
- バディ・ガイ - ボーカル、ギター
- トム・ハンブリッジ（英語版） - ドラムス(#14を除く全曲)、タンブリン(#5, #10, #13)、パーカッション(#7)、トライアングル(#10, #13)、ウィンドチャイム(#10)、バックグラウンド・ボーカル(#5)
- ロブ・マクネリー - リゾネーター・ギター(#1)、エレクトリック・ギター(#2, #3, #4, #5, #8, #10, #11, #12, #13)、スライドギター(#3, #13)
- ドイル・ブラムホールII - エレクトリック・ギター(#5, #7, #16)、12弦ギター(#14)
- ボブ・ブリット - エレクトリック・ギター(#6, #11)、リゾネーター・ギター(#11)
- ケニー・グリーンバーグ - エレクトリック・ギター(#9, #15)
- ケヴィン・マッケンドリー - ピアノ(#1, #3, #4, #6, #12)、クラビネット(#2)、ハモンドオルガン(#11, #12)
- リース・ワイナンス - ハモンドオルガン(#5, #7, #8, #10, #13, #16)、クラビネット(#5)、エレクトリックピアノ(#7, #9)、ピアノ(#8, #13, #14, #15, #16)
- グレン・ウォーフ - アップライト・ベース(#1, #4)、エレクトリックベース(#2, #3, #12)
- マイケル・ローズ - エレクトリックベース(#5, #7, #8, #10, #13, #14, #16)、アコースティック・ベース(#8, #16)
- トミー・マクドナルド - エレクトリックベース(#6, #11)
- ビリー・コックス - エレクトリックベース(#9, #15)
- ザ・マッスル・ショールズ・ホーンズ - ホーン・セクション(#7, #12)
- クリス・カーマイケル - ストリングス・アレンジ(#8)
- マッカリー・シスターズ - バックグラウンド・ボーカル(#13)